# Ken Scott (producteur)
Pour les articles homonymes, voir Scott et Ken Scott.
 (novembre 2019).
Si vous disposez d'ouvrages ou d'articles de référence ou si vous connaissez des sites web de qualité traitant du thème abordé ici, merci de compléter l'article en donnant les références utiles à sa vérifiabilité et en les liant à la section « Notes et références ».
Ken Scott est un producteur et ingénieur du son anglais né le 20 avril 1947 à Londres. Il est surtout connu pour avoir participé à l'enregistrement de certains albums marquants des années 1970 comme Don't Shoot Me I'm Only the Piano Player d'Elton John, The Rise and Fall of Ziggy Stardust and the Spiders from Mars de David Bowie et Crime of the Century de Supertramp. Nommé deux fois pour les Grammy Awards, il a vendu plusieurs millions d'enregistrements avec des artistes comme David Bowie, Elton John, Supertramp, George Harrison, Harry Nilsson, Mahavishnu Orchestra, Rick Wakeman et America.

## Biographie
Ken Scott débute, à l'âge de seize ans, dans les studios EMI, où il travaille d'abord dans la réserve d'enregistrements. En un temps très court il devient ingénieur du son et réussit à travailler avec par exemple : The Beatles (albums Magical Mystery Tour), Jeff Beck, Pink Floyd, The Hollies et Procol Harum (album A Salty Dog).
Puis il part aux fameux Studios Trident de Londres où il amorce sa carrière de producteur. À ce titre, il travaille notamment avec David Bowie sur Hunky Dory, The Rise and Fall of Ziggy Stardust and the Spiders from Mars, Aladdin Sane et Pinups ainsi qu'avec Supertramp sur Crime of the Century et Crisis? What Crisis?. Il collabore également avec The Tubes, Dixie Dregs, Devo, Missing Persons, Kansas et Level 42. Il a travaillé avec Duran Duran.
Grâce à ses collaborations avec ces groupes, il vend des millions d'albums et est nommé aux Grammy Award.